# Euphorbia fuscolanata
Euphorbia fuscolanata là một loài thực vật có hoa trong họ Đại kích. Loài này được Gilli mô tả khoa học đầu tiên năm 1970 publ. 1971.